# Josef Pouček
Josef Pouček (25. srpna 1940 – 2. května 2025) byl československý fotbalový rozhodčí. 
V československé lize řídil celkem 189 ligových utkání jako hlavní rozhodčí a 248 utkání jako asistent. Jako asistent řídíl v roce 1984 finále Mistrovství Evropy ve fotbale 1984. Je držitelem Ceny Václava Jíry za rok 2015 pro osobnosti, které se významně zasloužili o rozvoj českého fotbalu. Jako mezinárodní rozhodčí řídil jako hlavní rozhodčí nebo asistent celkem 91 utkání. Jako hlavní rozhodčí řídil 4 mezistátní utkání.